# Portland Trail Blazers 1991-1992
La stagione 1991-92 dei Portland Trail Blazers fu la 22ª nella NBA per la franchigia.
I Portland Trail Blazers vinsero la Pacific Division della Western Conference con un record di 57-25. Nei play-off vinsero il primo turno con i Los Angeles Lakers (3-1), la semifinale di conference con i Phoenix Suns (4-1), la finale di conference con gli Utah Jazz (4-2), perdendo poi la finale NBA con i Chicago Bulls (4-2).

## Classifica
| Squadra               | V  | P  | %    | GB |
| --------------------- | -- | -- | ---- | -- |
| Portland T. Blazers C | 57 | 25 | 69,5 | -  |
| G.S. Warriors         | 55 | 27 | 67,1 | 2  |
| Phoenix Suns          | 53 | 29 | 64,6 | 4  |
| Seattle S.Sonics      | 47 | 35 | 57,3 | 10 |
| L.A. Clippers         | 45 | 37 | 54,9 | 12 |
| L.A. Lakers           | 43 | 39 | 52,4 | 14 |
| Sacramento Kings      | 29 | 53 | 35,4 | 28 |

## Roster
| \| Pos. \| Num. \| Naz. \| Nome \| Altezza \| Peso \| Data nascita \| Provenienza \| \| ---- \| ---- \| ---- \| ------------------ \| ------- \| ------ \| ------------ \| ------------------- \| \| A/C \| 31 \| \| Abdelnaby, Alaa \| 208 cm \| 109 kg \| 24-06-1968 \| Duke \| \| G \| 9 \| \| Ainge, Danny \| 193 cm \| 79 kg \| 17-03-1959 \| Brigham Young \| \| A/C \| 2 \| \| Bryant, Mark \| 206 cm \| 111 kg \| 25-04-1965 \| Seton Hall \| \| A/C \| 42 \| \| Cooper, Wayne \| 208 cm \| 100 kg \| 16-11-1956 \| New Orleans \| \| G/AP \| 22 \| \| Drexler, Clyde \| 201 cm \| 95 kg \| 22-06-1962 \| Houston \| \| C \| 0 \| \| Duckworth, Kevin \| 213 cm \| 125 kg \| 01-04-1964 \| Eastern Illinois \| \| A \| 25 \| \| Kersey, Jerome \| 201 cm \| 98 kg \| 26-06-1962 \| Longwood \| \| G \| 14 \| \| Pack, Robert \| 188 cm \| 82 kg \| 03-02-1969 \| Southern California \| \| G \| 30 \| \| Porter, Terry \| 191 cm \| 88 kg \| 08-04-1963 \| UW-Stevens Point \| \| A/C \| 3 \| \| Robinson, Clifford \| 208 cm \| 102 kg \| 16-12-1966 \| Connecticut \| \| G \| 12 \| \| Strothers, Lamont \| 193 cm \| 86 kg \| 10-05-1968 \| Christopher Newport \| \| G \| 8 \| \| Whatley, Ennis \| 191 cm \| 80 kg \| 11-08-1962 \| Alabama \| \| A/C \| 52 \| \| Williams, Buck \| 203 cm \| 98 kg \| 08-03-1960 \| Maryland \| | Allenatore - Rick Adelman Assistente/i - Jack Schalow - John Wetzel Legenda - (C) Capitano - (FA) Free agent - (S) Sospeso - (TW) Contratto Two-way - (GL) Assegnato a squadra G League affiliata - Infortunato Roster • Transazioni · Ultima transazione: 24 giugno 1992 |                        |                    |         |        |              |                     |
| Pos. | Num. | Naz.                   | Nome               | Altezza | Peso   | Data nascita | Provenienza         |
| A/C | 31 | Egitto (bandiera)      | Abdelnaby, Alaa    | 208 cm  | 109 kg | 24-06-1968   | Duke                |
| G | 9 | Stati Uniti (bandiera) | Ainge, Danny       | 193 cm  | 79 kg  | 17-03-1959   | Brigham Young       |
| A/C | 2 | Stati Uniti (bandiera) | Bryant, Mark       | 206 cm  | 111 kg | 25-04-1965   | Seton Hall          |
| A/C | 42 | Stati Uniti (bandiera) | Cooper, Wayne      | 208 cm  | 100 kg | 16-11-1956   | New Orleans         |
| G/AP | 22 | Stati Uniti (bandiera) | Drexler, Clyde     | 201 cm  | 95 kg  | 22-06-1962   | Houston             |
| C | 0 | Stati Uniti (bandiera) | Duckworth, Kevin   | 213 cm  | 125 kg | 01-04-1964   | Eastern Illinois    |
| A | 25 | Stati Uniti (bandiera) | Kersey, Jerome     | 201 cm  | 98 kg  | 26-06-1962   | Longwood            |
| G | 14 | Stati Uniti (bandiera) | Pack, Robert       | 188 cm  | 82 kg  | 03-02-1969   | Southern California |
| G | 30 | Stati Uniti (bandiera) | Porter, Terry      | 191 cm  | 88 kg  | 08-04-1963   | UW-Stevens Point    |
| A/C | 3 | Stati Uniti (bandiera) | Robinson, Clifford | 208 cm  | 102 kg | 16-12-1966   | Connecticut         |
| G | 12 | Stati Uniti (bandiera) | Strothers, Lamont  | 193 cm  | 86 kg  | 10-05-1968   | Christopher Newport |
| G | 8 | Stati Uniti (bandiera) | Whatley, Ennis     | 191 cm  | 80 kg  | 11-08-1962   | Alabama             |
| A/C | 52 | Stati Uniti (bandiera) | Williams, Buck     | 203 cm  | 98 kg  | 08-03-1960   | Maryland            |